# Thanh Chăn
Thanh Chăn là một xã thuộc huyện Điện Biên, tỉnh Điện Biên, Việt Nam.

## Địa lý
Xã Thanh Chăn nằm phía tây huyện Điện Biên, có vị trí địa lý:
- Phía đông giáp xã Thanh Xương
- Phía tây giáp Lào
- Phía nam giáp xã Thanh Yên và xã Pa Thơm
- Phía bắc giáp xã Thanh Hưng.

Xã Thanh Chăn có diện tích 22,20 km², dân số năm 2022 là 5.284 người,  mật độ dân số đạt 238 người/km².

## Hành chính
Xã Thanh Chăn được chia thành 16 thôn, bản.

## Lịch sử
Sau năm 1954, xã Thanh Chăn với tên gọi xã Thanh Đoàn (gồm có 3 xã hiện nay: Thanh Hưng, Thanh Chăn, Thanh Yên).
Năm 1970, chia xã Thanh Đoàn thành xã Thanh Chăn 1 (nay là xã Thanh Hưng) và xã Thanh Chăn 2 (nay là xã Thanh Chăn).
Ngày 16 tháng 4 năm 1988, Hội đồng Bộ trưởng ban hành Quyết định số 61-HĐBT về việc thành lập xã Thanh Hưng có 6 bản là bản Bó, Lếch Cuông, Mé, Nong Pết, Na Khếnh, PaPe và 9 đội sản xuất là đội 1, 2, 3, 4, 5, 6, 11, 12, 13 với 1.932 hécta diện tích tự nhiên và 3.042 nhân khẩu.
Sau khi phân vạch địa giới hành chính, xã Thanh Chăn có 8 bản: Co Mỵ, Na Khưa, Lếch Cang, Pom Mỏ Thái, Pa Lếch, Púng Nghịu, Pha Đin, Pom Mỏ Thổ và 7 đội sản xuất: 5A, 5B, 7, 9A, 9B, 12, 13 với 2.113 hécta diện tích tự nhiên và 3.143 nhân khẩu.
Ngày 6 tháng 12 năm 2019, HĐND tỉnh Điện Biên ban hành Nghị quyết số 148/NQ-HĐND về việc:
- Thành lập thôn Thanh Hồng 10 trên cơ sở thôn Thanh Hồng 10A và thôn Thanh Hồng B.
- Thành lập bản Na Khưa trên cơ sở bản Na Khưa A và bản Na Khưa B.
- Đổi tên bản Po Mỏ Thái thành bản Pom Mỏ Thái.
- Đổi tên bản Po Mỏ Thổ thành bản Pom Mỏ Thổ.
- Đổi tên bản Hồng Lếch Cang thành bản Hoong Lếch Cang.